# Władysław Kosiński (językoznawca)
Władysław Kosiński (ur. 24 czerwca 1844 w Jurkowie w powiecie brzeskim, zm. 3 lutego 1914 w Myślenicach) – językoznawca amator.
Nauczyciel szkół średnich w Krakowie (Gimnazjum św. Anny, Gimnazjum Sobieskiego) i w Wadowicach (1872–1882). Zachęcony przez Lucjana Malinowskiego – znanego dialektologa – sporządził cenną z punktu widzenia etnografii rozprawę o gwarze podhalańskiej (Przyczynek do gwary zakopiańskiej 1885).
Pracując w Wadowicach gromadził materiały do pracy o etnografii górali beskidzkich i zebrał wiele doskonale zapisanych bajek. W pierwszych latach XX wieku uzupełnił swe zbiory Materiałami etnograficznymi zebranymi w różnych okolicach Galicji (1903).
Prace Kosińskiego ukazywały się w czasopismach etnograficznych, takich jak „Lud” i „Wisła”, np. Szewc-krawiec w ustach ludu (1903), Widowiska świąteczne w Makowie, Kalwarii i Zebrzydowicach (1910).